# Мыльные пузыри (фильм)
«Мыльные пузыри» (фр. Les Bulles de savon animées, 1906) — французский немой короткометражный художественный фильм Жоржа Мельеса.

## Сюжет
На сцену с кулисами и колосниками выходит фокусник. Лакей в ливрее приносит ему приспособления. Фокусник делает пируэты, потом выдувает мыльный пузырь, оказывающийся улыбающейся женской головкой. Во втором мыльном пузыре появляются и исчезают две женщины. Фокусник, забравшись в мыльный пузырь, улетает. Потом снова появляется и кланяется публике.

## Художественные особенности
«…Театральные условности соблюдены настолько, что название фильма написано на большом холсте, спущенном на сцену, как занавес, после третьего звонка…».

## В ролях
- Жорж Мельес — Фокусник